# Walter Haas (Bauforscher)
Walter Haas (* 4. Oktober 1928 in Nürnberg; † 16. Januar 2005) war ein deutscher Bauforscher und Denkmalpfleger. Er war Professor für Baugeschichte und Bauforschung an der Technischen Universität Darmstadt.

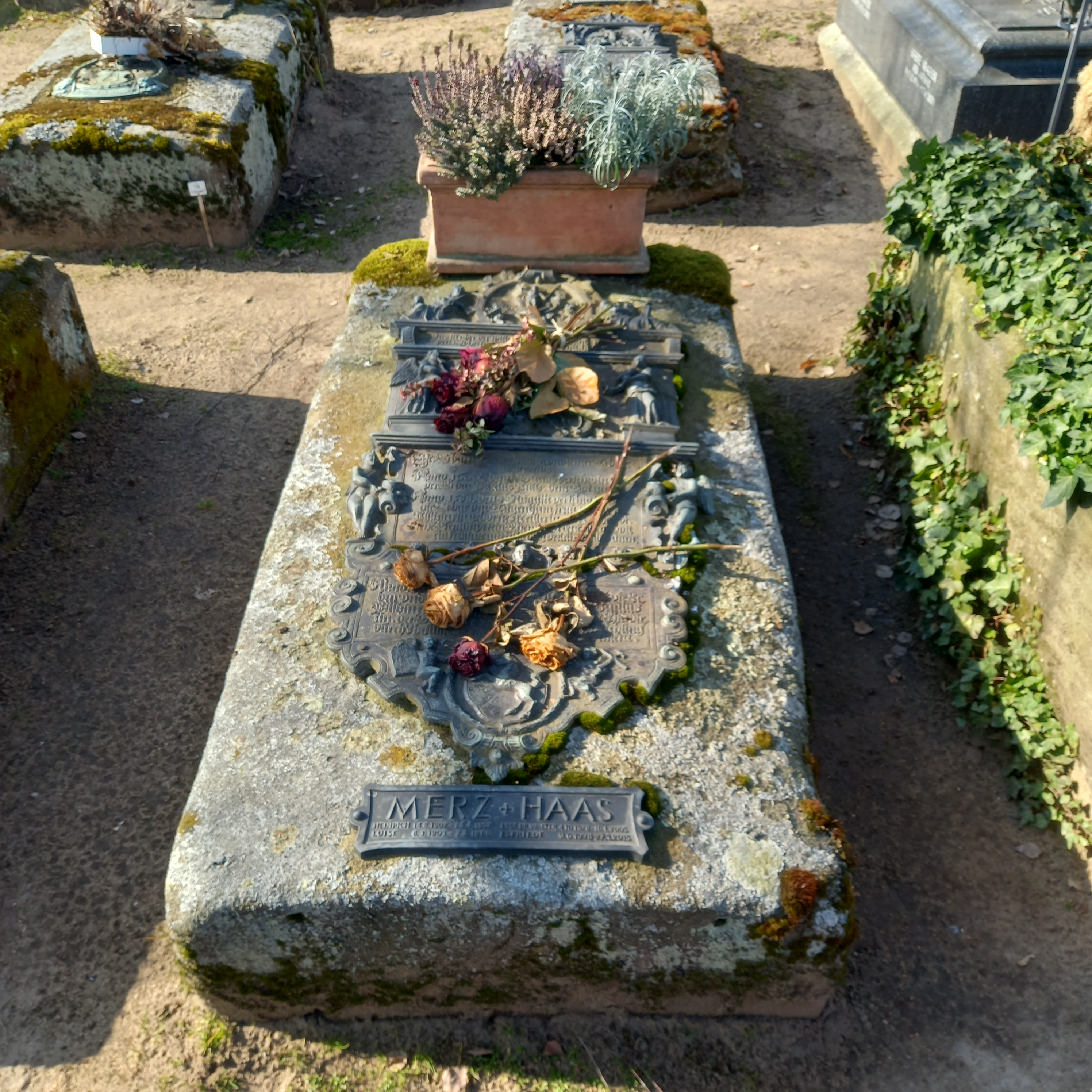
Das Grab von Walter Haas und seiner Ehefrau Elfriede auf dem Johannisfriedhof in Nürnberg

## Leben
Walter Haas studierte in Stuttgart von 1948 bis 1955 Architektur. Nach einem Referendariat in Stuttgart mit dem Abschluss der Staatsprüfung arbeitete er bei der baugeschichtlichen Erforschung des Speyerer Domes mit, worüber er dann 1966 bei Konrad Hecht an der TU Braunschweig promovierte. 1961 wurde er am Bayerischen Landesamt für Denkmalpflege Referent für Bauforschung, später Abteilungsleiter für die Praktische Denkmalpflege. 1978 wurde er Professor an der TU Darmstadt, 1995 wurde er emeritiert und 1997 Honorarprofessor an der Universität München.
Er ist auf dem Nürnberger Johannisfriedhof begraben.

## Publikationen (Auswahl)
- Die Kirchen von Siena / Bd. 3. Der Dom S. Maria Assunta / 1. Architektur / Textband (2 Teilbände) 2006. Bildband und Tafelband 1999.
- Das Bauwerk als Quelle : Beiträge zur Bauforschung. Walter Haas zum 65. Geburtstag am 4. Oktober 1993. München 1995.
- Romanik in Bayern (mit Ursula Pfistermeister). Stuttgart 1985.
- Der Dom zu Speyer. Kurzführer. Königstein im Taunus 1984 und weitere Auflagen.
- Die Kirche und das ehemalige Benediktinerkloster in Münchsteinach. Große Baudenkmäler 248. München 1974 und weitere Auflagen.
- Der Bamberger Dom, Fotos von Ingeborg Limmer. Langewiesche Nachf. Hans Köster, Königstein im Taunus 1973, ISBN 3-7845-2140-1.
- Der Dom zu Speyer (mit Hans Erich Kubach). Die Kunstdenkmäler von Rheinland-Pfalz 5. Textband, Tafelband und Bildband. München 1972.